# Axandre Van Petegem
Axandre Van Petegem, né le 13 janvier 2002 à Audenarde, est un coureur cycliste belge. Il est membre de l'équipe Philippe Wagner-Bazin.

## Biographie
Axandre Van Petegem est le fils du champion belge Peter Van Petegem, ancien vainqueur du Tour des Flandres et de Paris-Roubaix. Durant sa jeunesse, il joue d'abord au football dans un club d'Audenarde, où il évolue pendant neuf saisons. Il finit toutefois par suivre les traces de son père en optant pour le vélo,. Sa première licence cycliste est prise en 2017, vers l'âge de quinze ans. Il se décrit lui-même comme un cycliste relativement polyvalent, dont le profil se destine vers les courses d'un jour.
En 2018, il s'impose à plusieurs reprises dans la catégorie des novices (moins de 17 ans). Il remporte notamment la dernière étape du Critérium Européen des Jeunes, une épreuve luxembourgeoise d'envergure internationale,. Les deux années suivantes, il poursuit sa carrière chez les juniors. Il intègre ensuite la réserve de l'équipe Jumbo-Visma en 2022, après y avoir été stagiaire. Avec cette formation, il se classe septième du prologue de l'Istrian Spring Trophy, ou encore neuvième du Circuit Het Nieuwsblad espoirs. Sa progression est cependant entravée par une blessure à la hanche, qui l'éloigne des compétitions durant plusieurs mois. Il termine néanmoins premier d'une course régionale à Petegem-aan-de-Leie et troisième d'un interclub belge à Honnelles en 2023. 
Non-conservé par Jumbo-Visma Development, il rejoint la structure Lidl-Trek Future Racing en 2024. Principalement équipier, il devient tout de même champion provincial de Flandre-Orientale. La même année, il effectue un stage chez Bingoal WB. Il passe ensuite professionnel en 2025 dans l'équipe Philippe Wagner-Bazin, issue en partie de l'encadrement de Bingoal WB. Présent dans les échappées, il se fait remarquer par son comportement offensif lors de l'Étoile de Bessèges-Tour du Gard. On le retrouve aussi à l'attaque sur l'épreuve Kuurne-Bruxelles-Kuurne.

## Palmarès
- 2023
  - 3e du Grand Prix de Honnelles
- 2024
  - Champion de Flandre-Orientale espoirs